# Patrera
Patrera là một chi nhện trong họ Anyphaenidae.